# Família Merxia
A família Merxia é uma pequena família de asteroides localizados no cinturão principal. A família foi nomeada devido ao primeiro asteroide que foi classificado neste grupo, o 808 Merxia.

## Os maiores membros desta família
| Nome          | Diâmetro | Semieixo maior | Inclinação orbital | Excentricidade orbital | Ano da descoberta |
| ------------- | -------- | -------------- | ------------------ | ---------------------- | ----------------- |
| 808 Merxia    | 32,49 km | 2,744 UA       | 4,718 °            | 0,130                  | 1901              |
| 1662 Hoffmann | ?        | 2,744 UA       | 2,241 °            | 0,170                  | 1923              |
| 2042 Sitarski | ?        | 2,754 UA       | 5,329 °            | 0,149                  | 1960              |
| 2504 Gaviola  | ?        | 2,762 UA       | 4,718 °            | 0,088                  | 1967              |
| 3363 Bowen    | ?        | 2,775 UA       | 3,328 °            | 0,102                  | 1960              |